# NA-137
La NA-137 es una carretera de interés para la Comunidad Foral de Navarra, tiene una longitud de 47 km, y sirve como eje vertebrador del Valle de Roncal.

## Recorrido
| Denominación | Kilómetro | Salida                | Dirección             | Carretera             |
| ------------ | --------- | --------------------- | --------------------- | --------------------- |
| NA-137       | 0         |                       | Salvatierra de Esca   | A-137                 |
| NA-137       | 2         | Travesía de Burgui    | Travesía de Burgui    | Travesía de Burgui    |
| NA-137       | 3         |                       | Navascués             | NA-214                |
| NA-137       | 3         |                       | Vidangoz              | NA-2130               |
| NA-137       | 12        |                       | Garde                 | NA-176                |
| NA-137       | 13        | Travesía de Roncal    | Travesía de Roncal    | Travesía de Roncal    |
| NA-137       | 16        | Travesía de Urzainqui | Travesía de Urzainqui | Travesía de Urzainqui |
| NA-137       | 20        | Travesía de Isaba     | Travesía de Isaba     | Travesía de Isaba     |
| NA-137       | 21        |                       | Ochagavía             | NA-140                |
| NA-137       | 24        |                       | Belabarce             | NA-2000               |
| NA-137       | 47        |                       | Arette                | D-132                 |